# Stylaster purpuratus
Stylaster purpuratus is een hydroïdpoliep uit de familie Stylasteridae. De poliep komt uit het geslacht Stylaster. Stylaster purpuratus werd in 1960 voor het eerst wetenschappelijk beschreven door Naumov. 